# Wrestedt
Wrestedt est une municipalité allemande du land de Basse-Saxe, située dans l'arrondissement d'Uelzen.

## Quartiers
- Klein London
- Wieren

## Personnalités liées à la ville
- Rainer Zobel (1948-), footballeur né à Wrestedt.
- Thomas Ziegler (1956-2004), écrivain né à Wieren.